# Joaquim Prata
Joaquim Lacerda Prata (Porto, 30 de julho de 1882 — Lisboa, 9 de novembro de 1953), foi um ator português.

## Biografia
Dedica-se desde muito novo ao género cómico, como amador. Perdeu alguns anos como empregado forense, mas ainda cedo se dedicou totalmente à vida artística. Estreou-se no Teatro Águia de Ouro do Porto, onde também esteve no Teatro Carlos Alberto. Desempenhou os mais variados papéis em compadres de revista e revelou-se notável ator de comédia e farsa. Fez digressões ao Brasil. Esteve depois em vários teatros de Lisboa.

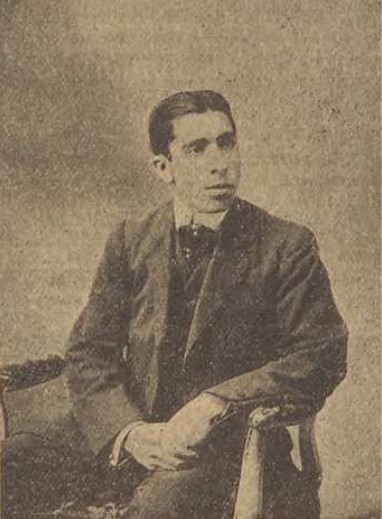
Retrato de Joaquim Prata aos 27 anos (A Rajada: Revista Theatral, 5 de março de 1910).

Fez parte das mais diversas companhias teatrais da capital, como as de Figueirôa Júnior e Alves da Silva, até às de José Ricardo, Luís Galhardo, Armando de Vasconcelos, Maria Matos, José Loureiro, António Macedo, Piero Bernardon, Alberto Barbosa e muitas outras. Dotado de engenhoso espírito, escreveu monólogos e enriqueceu várias revistas com ideias suas e, dotado de espírito solidário, fundou a Caixa de Pronto Auxílio a Artistas Desempregados, tomando parte em todos os movimentos associativos até ser refomado, poucos meses antes de falecer, pela Caixa de Previdência dos Profissionais de Espectáculos. Amigo íntimo de Mendonça de Carvalho desde os primeiros anos de carreira, foi várias vezes contratado pela companhia de Maria Matos, esposa de Mendonça de Carvalho, marcando uma maneira pessoal de representar, a que não foi alheia a admiração que sentia por José Ricardo, desdobrando a atuação daquele ator em algumas peças como Casta Suzana. Fez a sua última época no Teatro Apolo, em Lisboa.
No cinema, estreou-se com o filme mudo O Suicida da Boca do Inferno (1923), de Ernesto de Albuquerque. Só regressou à tela no filme sonoro Bocage (1936), de Leitão de Barros, participando ainda em O Pai Tirano (1941), de António Lopes Ribeiro e Cantiga da Rua (1950), de Henrique Campos.
Varela Silva descreveu-o da seguinte forma: "Mas dele ouvi muitas histórias e deliciosas graças. Tinha uma enorme capacidade para a resposta pronta e era exímio nas "partidinhas" aos colegas. Foi um actor bastante popular, com uma carreira distribuída entre a comédia e a revista." O Diário de Lisboa, em edição de 10 de novembro de 1953, descreve o ator de maneira semelhante: "Misantropo como humorista que era, tinha ditos de muito espírito, por vezes acusando certa rebeldia que denunciava apenas a sua noção de justiça e o desejo de a estabelecer, mas sempre animado da melhor bondade."

### Vida pessoal

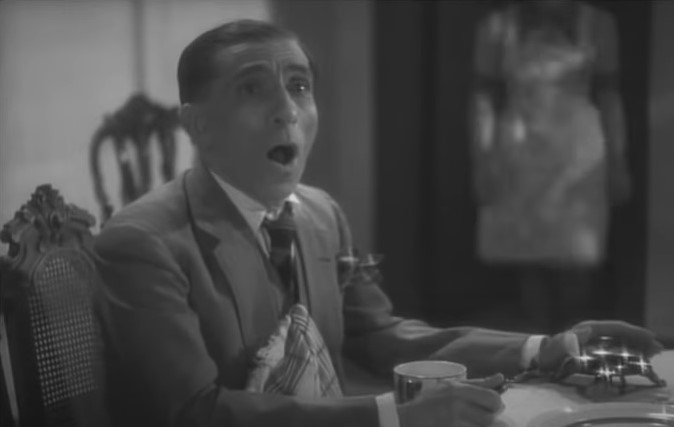
Joaquim Prata no filme O Pai Tirano (1941).

Nasceu no Porto, na Rua da Palma, freguesia de Bonfim, a 30 de julho de 1882, sendo filho de Manuel Gonçalves Prata, gravador e de Teresa Dulce Correia de Lacerda, ambos naturais da mesma freguesia. Tinha uma irmã, Corina Lacerda Prata Lopes Martins.
Casou no Porto, a 10 de fevereiro de 1915, com Maria da Conceição Coelho, natural da freguesia de São Pedro de France, do concelho de Viseu. Não teve filhos.
Faleceu em Lisboa, no 3.º andar esquerdo do n.º26 da Rua Capitão Renato Baptista, freguesia da Pena, onde residia, a 9 de novembro de 1953, aos 71 anos de idade, vítima de neoplasia gástrica. Jaz no Jazigo dos Artistas Dramáticos do Cemitério dos Prazeres, na mesma cidade.

## Filmografia
- O Suicida da Boca do Inferno (1923)
- Bocage (1936) - "Poeta Caldas"
- O Pai Tirano (1941) - "Prata"
- Cantiga da Rua (1950) - "Barata"